# Günther XLII van Schwarzburg-Sondershausen
Günther XLII (Sondershausen, 7 november 1570 - Arnstadt, 7 januari 1643) was van 1586 tot zijn dood graaf van Schwarzburg-Sondershausen.

## Biografie
Günther XLII was de oudste zoon van graaf Johan Günther I van Schwarzburg-Sondershausen (1532-1586) en Anna (1539-1579), een dochter van Anton I van Oldenburg.
Toen zijn vader overleed waren Günther en zijn jongere broers nog minderjarig. In zijn testament had Johan Günther bepaald Johan VII en Anton II van Oldenburg de voogdij over zijn kinderen zouden krijgen. De broer van Johan Günther, Albrecht VII van Schwarzburg-Rudolstadt, werd van de voogdij uitgesloten. In 1593 werden Günther XLII en zijn broers, Anton Hendrik, Johan Günther II en Christiaan Günther I, meerderjarig verklaard en namen ze gezamenlijk het bestuur Schwarzburg-Sondershausen over. 
De graven van Schwarzburg hadden in 1433 een erfverdrag gesloten met de graven van Stolberg en de graven van Hohnstein. Toen de laatste graaf van Hohnstein op 8 juli 1593 overleed namen de graven van Schwarzburg en Stolberg het graafschap Hohnstein direct in bezit. Hertog Hendrik Julius van Brunswijk-Wolfenbüttel weigerde echter het erfverdrag te erkennen en meende dat hij als leenheer van Hohnstein recht had op het graafschap. Op 11 juli liet hij het graafschap door zijn troepen bezetten. Alleen het Amt Großbodungen, dat een leen was van het Keurvorstendom Saksen, viel aan de graven van Schwarzburg-Sondershausen. De Schwarzburgers gaven hun aanspraken niet op en bleven de titel en het het wapen van Hohnstein voeren.
In 1598 overleed graaf Willem van Schwarzburg-Frankenhausen. Samen met Albrecht VII van Schwarzburg-Rudolstadt, erfden Günther XLII en zijn broers het graafschap Schwarzburg-Frankenhausen. Günther liet de onderhandelingen over de verdeling van de erfenis grotendeels over aan zijn broer Anton Hendrik. Op 21 november 1599 sloten Anton hendrik en Albrecht VII het Verdrag van Stadtilm. Albrecht VII kreeg het grootse gedeelte van de erfenis, inclusief Frankenhausen, maar moest daarvoor het Amt Gehren afstaan aan de graven van Sondershausen.

Kaart van Schwarzburg in 1584, na de verdeling van Schwarzburg-Arnstadt.
Kaart van Schwarzburg in 1599, na de verdeling van Stadtilm.

Hoewel de vier broers gezamenlijk regeerden voerden ze wel verschillende hofhoudingen. Günther XLII koos Kasteel Neideck in Arnstadt uit als residentie. In 1604 kreeg Günther een ongeluk tijdens het paardrijden. Hij was zwaar gewond en bleef de rest van zijn leven gehandicapt. Zijn regeringstaken liet hij na het ongeluk grotendeels over aan zijn broer Anton Hendrik. 
In 1616 kochten de graven van Sondershausen de heerlijkheid Ebeleben. Günthers broer Christiaan Günther I, die als enige van de broers getrouwd was, nam zijn intrek in het kasteel van Ebeleben.
In zijn laatste regeringsjaar deelde hij het bestuur over Schwarzburg-Sondershausen met zijn neven Christiaan Günther II en Anton Günther I, de zoons van zijn jongste broer Christiaan Günther I.
Günther XLII bleef ongehuwd.